# Helina acrinis
Helina acrinis är en tvåvingeart som beskrevs av John Otterbein Snyder 1941. Helina acrinis ingår i släktet Helina och familjen husflugor. Inga underarter finns listade i Catalogue of Life.